# Stanisław Szpakowski
Stanisław Szpakowski (ur. 18 stycznia 1868 w Pińsku, zm. 11 marca 1926 w Tatrach) – polski inżynier architekt związany z Kielecczyzną.

## Życiorys
W 1892 roku ukończył studia w Instytucie Inżynierów Cywilnych w Petersburgu, otrzymując tytuł zawodowy inżyniera cywilnego w zakresie architektury. Po uzyskaniu dyplomu objął posadę inżyniera-architekta powiatowego we Włoszczowie. Rok później przeniesiony na analogiczne stanowisko do Stopnicy. W 1901 zamieszkał w Kielcach, otrzymując posadę pomocnika inżyniera architekta guberni kieleckiej. Po czterech latach mianowany inżynierem-architektem gubernialnym. Po wybuchu I wojny światowej ewakuował się wraz z władzami guberni do Moskwy. Do kraju powrócił w sierpniu 1918. Kilka miesięcy później objął stanowisko inżyniera powiatu kieleckiego, z którego ustąpił po sześciu miesiącach z powodu choroby. W latach dwudziestych prowadził przedsiębiorstwo budowlane. Zmarł w Tatrach Słowackich, pochowany w Zakopanem.
Razem z żoną Barbarą mieli troje dzieci.

## Zrealizowane projekty
- cerkiew świętego Mikołaja (Kościół Garnizonowy Najświętszej Marii Panny Królowej Polski w Kielcach) – 1902;
- Synagoga w Kielcach – 1902;
- Kościół Świętego Krzyża w Kielcach – 1903;
- przytułek prawosławny przy ulicy Kapitulnej w Kielcach (obecne przedszkole);
- Kościół Narodzenia Najświętszej Maryi Panny w Szreniawie – 1903–1909[1];
- pałacyk przy ulicy Słowackiego 16 w Kielcach (własna rezydencja) – 1906;
- murowana nawa w stylu neoromańskim przy drewnianym kościele pw. św. Idziego w Zborówku – 1906–1908;
- dom księży emerytów – 1925.